# Damergou

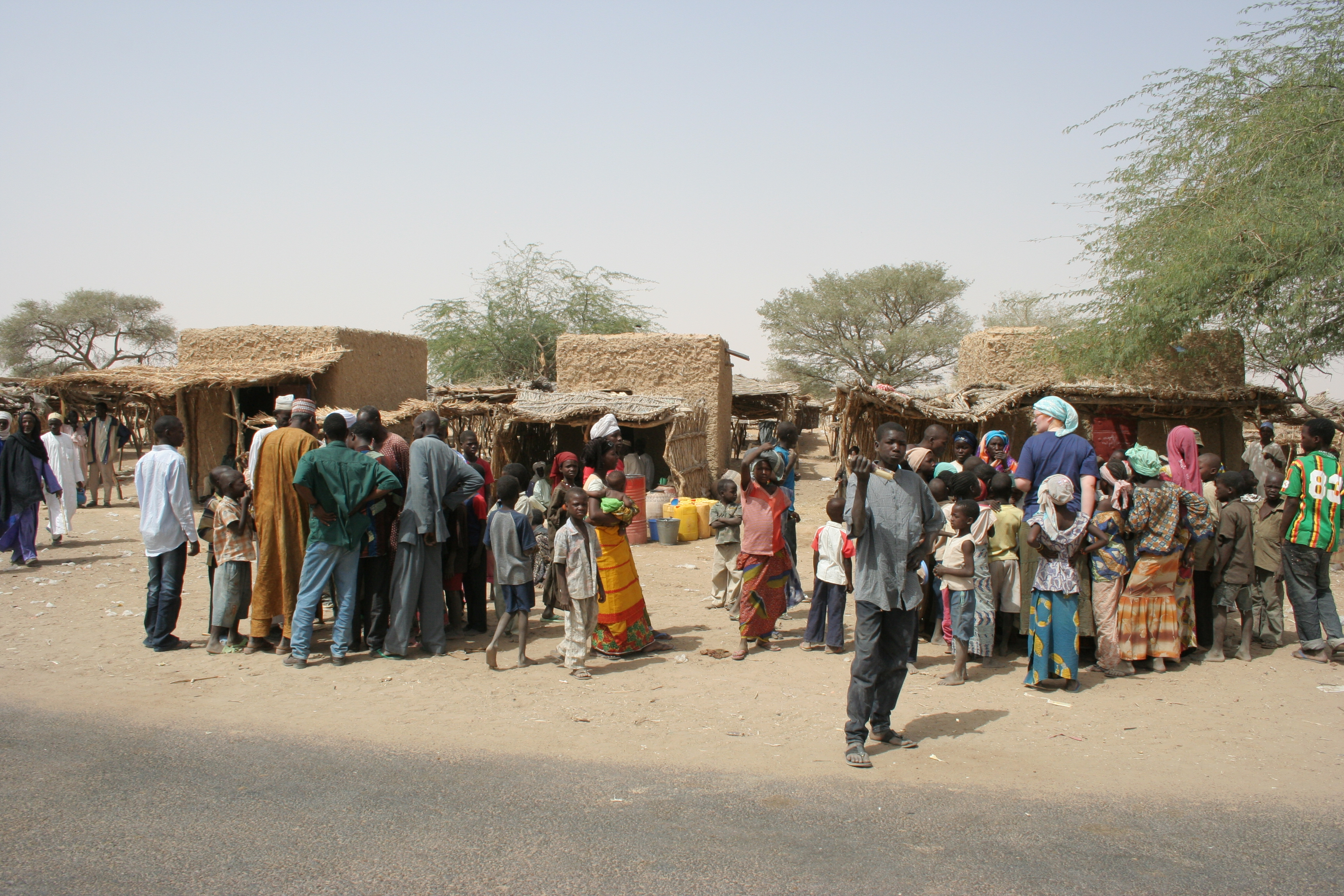
Das Dorf Guézawa im Damergou

Der Damergou (alternative Schreibweisen: Damargou, Damargu, Damerghou, Damerghu und Damergu) ist eine Landschaft in Zentral-Niger.

## Geographie
Der Damergou erstreckt sich über Teile der Gemeinden Gangara, Olléléwa und Tanout in der Region Zinder. Die Landschaft liegt im Norden der Sahelzone am Rand der Wüste Ténéré. Es handelt sich um eine von mehreren Tälern durchschnittene Hochebene. Die wichtigsten ethnischen Gruppen im Damergou sind Angehörige der Kanuri-Untergruppe Dagra und der Hausa, die beide sesshaft leben, traditionell halbnomadische Fulbe-Untergruppen wie Uda’en, Katchinanko’en und Tchilawa sowie traditionell nomadische Gemeinschaften der Tuareg und der Fulbe-Untergruppe Wodaabe.

## Geschichte

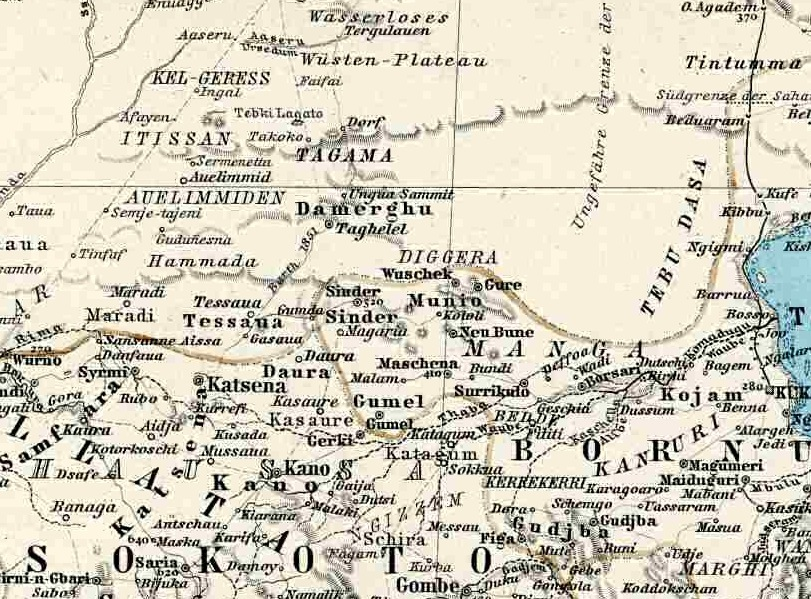
Damerghu und Umgebung, Kartenausschnitt aus Stielers Hand-Atlas (1891)

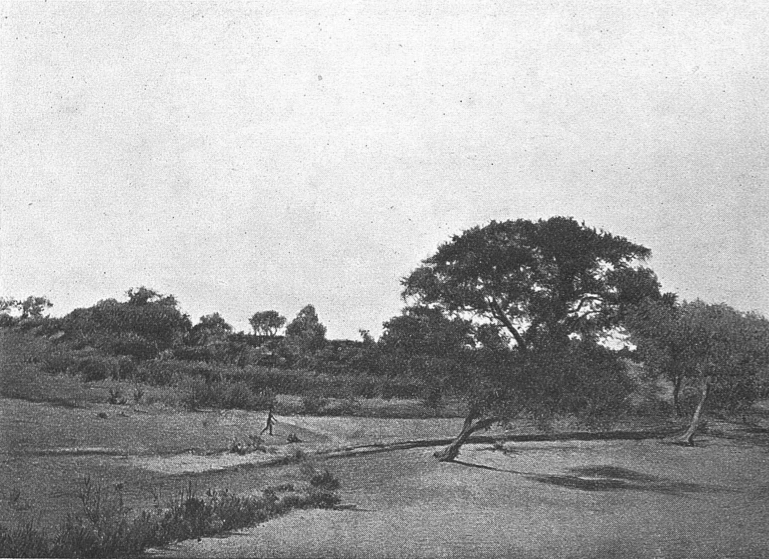
Landschaft beim Dorf Bourourou (1899)

Der Damergou war vom 15. bis ins 19. Jahrhundert ein von Migrationen geprägtes Gebiet ohne einheitliche politische Verwaltung, das zwischen dem Sultanat Aïr im Norden und dem Reich Bornu mit seinen Provinzen Zinder und Mounio sowie den Hausastaaten im Süden lag. Im 15. Jahrhundert verdrängten aus dem Aïr kommende Tuareg die seit Jahrhunderten ansässigen Proto-Hausa. Dagra waren ab dem 16. Jahrhundert präsent und zogen besonders im 19. Jahrhundert gemeinsam mit Hausa aus dem Süden und Südosten zu. Weitere Tuareg aus dem Aïr folgten. Gegen Ende des 19. Jahrhunderts kam eine Gruppe nordafrikanischer Händler aus Ghadames hinzu. Durch den Damergou führte die Hauptroute des sich im 15. Jahrhundert etablierenden Transsaharahandels zwischen Tripolitanien und den Hausastaaten.
Die europäischen Afrikaforscher Heinrich Barth, Adolf Overweg und James Richardson bereisten den Damergou zu Beginn des Jahres 1851. Barth verfasste eine detaillierte Beschreibung der Verhältnisse zu jener Zeit. Die wichtigsten politischen Zentren des Damergou waren Dan Kamsa, Farara, das südliche Koulan Karki, Olléléwa und Taghelel. Angesichts der damals reichen Kornfelder von Bani Walki und des nördlichen Koulan Karki, die mehr als nur die lokale Bevölkerung versorgen konnten, urteilte Barth über die Landschaft als „ein Gebiet, das in der zukünftigen Geschichte der Menschheit von der höchsten Wichtigkeit werden dürfte.“ Jules Verne ließ die Helden seines 1863 erschienenen Romans Fünf Wochen im Ballon über den Damergou fliegen.
Die französische Forschungs- und Militärexpedition Mission Foureau-Lamy reiste im Oktober 1899 durch die Landschaft, wo sie in Gangara und Sabon Kafi Station machte. Von 1901 bis 1960 gehörte der Damergou zum französischen Kolonialreich. Den ersten französischen Posten errichtete Henri Gaden, von Zinder kommend, im Mai 1901 im Dorf Guidjigaoua. Im September 1901 wurde dieser Posten nach Djadjidouna verlegt und ab 1915 wurde der Damergou von Tanout aus verwaltet.